# Arrest Eman en Sevinger
Eman en Sevinger, of voluit Eman en Sevinger t. het college van burgemeester en wethouders van Den Haag (HvJ EG 12 september 2006, ECLI:EU:C:2006:545) is de roepnaam van een arrest van het Hof van Justitie van de Europese Gemeenschappen van 12 september 2006 inzake een prejudiciële vraag van de Afdeling bestuursrechtspraak van de Raad van State van Nederland over het recht van Arubanen en Antillianen te stemmen bij de verkiezing van de leden van het Europees Parlement.
Het arrest vormde voor Nederland aanleiding om de Kieswet zo aan te passen dat aan Nederlanders overzee het kiesrecht voor het Europees Parlement zou worden toegekend. De wijziging wordt echter door sommige staatsrechtgeleerden beschouwd inconstitutioneel, want in strijd met het Statuut voor het Koninkrijk der Nederlanden, te zijn.

## Casus en procesverloop
Mike Eman en Benny Sevinger waren op het moment van de procedure beide lid van de Staten van Aruba en hadden als Arubanen de Nederlandse nationaliteit. Met het oog op de Europese Parlementsverkiezingen van 2004 dienden zij op 31 maart 2004 een verzoek in bij het college van burgemeester en wethouders van Den Haag om hun kiesgerechtigdheid te registreren.
Bij besluiten van 3 mei 2004 wees het college van B&W deze verzoeken af. Op grond van de toen geldende Kieswet was het kiesrecht voor de leden van het Europees Parlement gekoppeld aan het actief en passief kiesrecht voor de Tweede Kamer. Dat wil zeggen dat alleen die personen kiesgerechtigd waren die de Nederlandse nationaliteit hadden, de leeftijd van achttien jaar hadden bereikt, niet van het kiesrecht ontzet waren en (1) in Nederland woonachtig waren, (2) op Aruba of de Nederlandse Antillen woonachtig waren en ten minste tien jaar in Nederland hadden gewoond, of (3) in een derde land woonachtig waren. Eman en Sevinger waren woonachtig in Aruba en hadden niet ten minste tien jaar in Nederland gewoond, en konden dus niet als kiesgerechtigde worden geregistreerd, aldus burgemeester en wethouders van Den Haag. Eman en Sevinger gingen tegen dit besluit in beroep bij de Afdeling bestuursrechtspraak van de Raad van State. Zij stelden dat de Kieswet discriminatoir was, en beriepen zich daarnaast op hun Europees burgerschap, dat het kiesrecht voor het Europees Parlement met zich mee zou brengen.
Bij uitspraak van 13 juli 2004, een maand nadat de verkiezingen hadden plaatsgevonden, schorste de Afdeling bestuursrechtspraak de behandeling van de zaak en stelde zij vijf prejudiciële vragen aan het Hof van Justitie.

## Prejudiciële vragen en beoordeling door het Hof
Drie van de vijf gestelde vragen werden door het Hof beantwoord. De tweede vraag behoefde slechts beantwoording bij een negatief antwoord op de eerste vraag, waarvan geen sprake was. De vierde vraag hield naar het oordeel van het Hof geen verband met het hoofdgeding. De vijfde vraag had betrekking op de wijze van rechtsherstel en is hier niet relevant.

### De eerste vraag: toepasselijkheid van de bepalingen van Unieburgerschap
De eerste vraag werd aldus door het Hof geherformuleerd:

Met zijn eerste vraag wenst de Raad van State te vernemen of het tweede deel van het [EG-Verdrag], betreffende het burgerschap van de Unie, van toepassing is op degenen die de nationaliteit van een lidstaat hebben en ingezetenen zijn van, dan wel woonachtig zijn in een gebied dat behoort tot de LGO bedoeld in artikel 299, lid 3, EG.

De Nederlandse regering merkte tegenover het Hof op dat het EG-Verdrag niet voor Aruba is bekrachtigd, en het verdrag, met uitzondering van de in het vierde deel omschreven speciale associatieregeling, dus niet voor dat land geldt. Hoewel de regering erkende dat Arubaanse en Antilliaanse Nederlanders burgers van de Unie zijn, konden zij volgens haar geen aanspraak maken op alle aan dat burgerschap verbonden rechten.
Het Hof beantwoordde de eerste vraag aldus dat artikel 17, eerste lid, tweede volzin, van het EG-Verdrag bepaalt dat iedereen met de nationaliteit van een lidstaat tevens burger van de Unie is, en dat het niet relevant is of de onderdaan ingezetene van een lidstaat is, of ingezetene van een LGO. Uit het tweede lid volgt volgens het Hof dat degene die de nationaliteit van een lidstaat van de Unie hebben, en ingezetene zijn van een LGO, zich kunnen beroepen op het tweede deel van het Verdrag.

### De derde vraag: het kiesrecht voor ingezetenen van LGO's
De derde vraag werd aldus door het Hof geherformuleerd:

Met zijn derde vraag wenst de Raad van State te vernemen of artikel 19, lid 2, EG, mede in het licht van de artikelen 189 EG en 190, lid 1, EG, aldus dient te worden uitgelegd dat een burger van de Unie die ingezetene is van, dan wel woonachtig is in een LGO, het actief en passief kiesrecht voor het Europees Parlement heeft.

Eman en Sevinger betoogden tegenover het Hof dat Arubaanse en Antilliaanse Nederlanders gediscrimineerd worden. Als voorbeeld noemden zij het feit dat Nederlanders die op Sint Maarten - het Nederlandse deel van het eiland Sint Maarten - wonen géén kiesrecht hebben voor het Europees Parlement, maar dat Nederlanders die op het Collectivité de Saint-Martin - het Franse deel van het eiland - wonen wel kiesgerechtigd zijn.
Het Hof stelde in de eerste plaats vast dat het verdrag nalaat te preciseren wie precies het actief en passief kiesrecht voor het Europees Parlement toekomt, en dat dit daarom in beginsel een bevoegdheid van de lidstaat is. Hij stelde ook vast dat het woonplaatscriterium dat Nederland hanteerde "in beginsel niet ongeschikt [lijkt] om te bepalen wie het actief en passief kiesrecht bij de verkiezingen voor het Europees Parlement heeft". Het Hof zag echter ook dat er een onderscheid werd gemaakt tussen Nederlanders die in Aruba of de Nederlandse Antillen woonden, en Nederlanders die in een derde land woonden. Voor een dergelijk onderscheid dient een objectieve rechtvaardiging te bestaan. De Nederlandse regering stelde dat Nederlanders in een derde land "worden geacht nog banden met de Nederlandse samenleving te hebben", maar het Hof zei dit niet te kunnen volgen in het licht van het feit dat iemand die van Aruba naar een derde land verhuist wél kiesgerechtigd werd.
Gelet hierop antwoordde het Hof op de derde vraag, dat "weliswaar niets zich ertegen verzet dat de lidstaten, onder eerbiediging van het gemeenschapsrecht, de voorwaarden voor het actief en passief kiesrecht bij de verkiezingen voor het Europees Parlement omlijnen op basis van het criterium van het hebben van de woonplaats op het grondgebied waarop de verkiezingen worden georganiseerd, maar dat het beginsel van gelijke behandeling eraan in de weg staat dat de gekozen criteria meebrengen dat onderdanen die zich in vergelijkbare situaties bevinden, zonder objectieve rechtvaardiging ongelijk worden behandeld".

## Gevolgen van het arrest
De vaststelling door het Hof dat de Kieswet in strijd was met het beginsel van gelijke behandeling stelde de Nederlandse wetgever voor de keus: ofwel alle Nederlanders buiten Nederland wordt het kiesrecht voor het Europees Parlement afgenomen, ofwel Nederlanders in Aruba en de Nederlandse Antillen wordt het kiesrecht voor het Europees Parlement verleend. De Nederlandse regering koos voor de laatste optie en stelde aan de Staten-Generaal voor de Kieswet zo te wijzigen dat artikel Y3, inleiding en onder a, aldus zou komen te luiden:

De leden van het Europees Parlement worden gekozen door:

a. degenen die op de dag van de kandidaatstelling Nederlander zijn en op de dag van de stemming de leeftijd van achttien jaar hebben bereikt en niet zijn uitgesloten van het kiesrecht;

De wet werd door een grote meerderheid in de Tweede Kamer aangenomen. Alleen de fractie van de Partij voor de Vrijheid stemde tegen. Universitair docent staatsrecht aan de Rijksuniversiteit Groningen en deskundige op het gebied van het Koninkrijksrecht Gerhard Hoogers betoogde een maand later in het Nederlands Juristenblad dat ernstig betwijfeld dient te worden of de Nederlandse wetgever wel de bevoegde autoriteit is om het kiesrecht van Arubanen en Antillianen te regelen. Volgens hem betreft het kiesrecht voor het Europees Parlement een autonome landsaangelegenheid, zodat het dient te worden geregeld door de lands- of Rijkswetgever:

Evenmin als de wetgever van de Nederlandse Antillen mag bepalen op welke wijze Nederlanders hier te lande het kiesrecht voor het Europees Parlement kunnen uitoefenen, is de Nederlandse wetgever bevoegd te regelen op welke wijze dit kiesrecht door de Nederlanders in de Nederlandse Antillen en Aruba kan of zal (moeten) worden uitgeoefend. Daartoe is bij uitsluiting de eigen Landswetgever (of eventueel de Rijkswetgever, maar dan uitsluitend op basis van art. 38 Statuut) bevoegd.

Het kiesrecht voor Nederlanders in Nederland dient dus, aldus Hoogers, te worden geregeld in de Kieswet, en het kiesrecht voor Nederlandse Arubanen en Antillianen in de Kiesverordeningen van die betreffende landen, ofwel dient een consensus-rijkswet op grond van artikel 38 van het Statuut tot stand te worden gebracht.
De kritiek kwam ter ore van de vaste commissie voor binnenlandse zaken en de Hoge Colleges van Staat / Algemene Zaken en Huis der Koningin van de Eerste Kamer, die hierop de regering verzocht op de bijdrage van Hoogers te reageren en "hierover in brede kring juridisch advies te vragen". De regering reageerde hier, bij monde van verantwoordelijk staatssecretaris Ank Bijleveld, kort op:

Op grond van het Statuut is binnen het Koninkrijk het land Nederland in deze bevoegd om het kiesrecht voor het Europees Parlement te regelen. Nederland kan bepalen dat zij de Nederlandse leden van het Europees Parlement niet alleen laat kiezen door Nederlanders woonachtig in Nederland (en Europa) maar dat zij dit recht tevens toekent aan alle Nederlanders, ongeacht waar deze woonachtig zijn. Dit dient te worden geregeld in de Nederlandse Kieswet.

Op de vraag om juridisch advies in te winnen antwoordde de staatssecretaris dat zij dit in het kader van de evaluatie zou willen doen, maar niet tijdens de wetgevingsprocedure, omdat dat "tot gevolg [zou] hebben dat Nederlanders woonachtig op de Antillen en Aruba bij de komende verkiezingen zeker geen gebruik zullen kunnen maken van hun stemrecht omdat de wetgeving dan niet tijdig zal zijn afgerond".
De leden van het CDA namen geen genoegen met dit antwoord en vroegen de regering om opheldering. De regering antwoordde dat het Europees Parlement niet als vertegenwoordigend orgaan van de inwoners van Aruba en de Nederlandse Antillen gezien kan worden, en dat dus de Nederlandse wetgever bevoegd is. De commissie ging akkoord met het antwoord, maar senator Dölle diende bij de plenaire behandeling een motie in waarin de regering verzocht werd "binnen 3 jaren te bevorderen dat het kiesrecht voor het Europees Parlement in een (consensus) Rijkswet wordt opgenomen". Deze motie werd door de Kamer verworpen.
Op 22 februari 2010 stuurde de staatssecretaris, zoals verzocht, drie rapporten aan de Kamer. De rapporten van Constantijn Kortmann, emeritus hoogleraar Staatsrecht aan de Universiteit Nijmegen, Jaime Saleh, bijzonder hoogleraar Constitutioneel Koninkrijksrecht aan de Universiteit Utrecht en Monica Claes, hoogleraar Europees en vergelijkend constitutioneel recht aan de Universiteit Tilburg, leidden volgens de staatssecretaris op de vraag of de Nederlandse wetgever bevoegd is het kiesrecht voor Nederlandse Arubanen en Antillianen te regelen "tot een eenduidig ja". Hoogers en zijn collega Mentko Nap merkten echter in een brief aan de Kamer op dat de rapporten in onderlinge samenhang bezien tegenstrijdig zijn en dus nooit tot de door de staatssecretaris getrokken conclusie kunnen leiden. Zo zijn Kortmann en Saleh het überhaupt oneens over de vraag of Nederland of het Koninkrijk der Nederlanden lidstaat van de Europese Unie is, en verschillen Kortmann en Claes van inzicht over de invloed van het Europees recht op de interne bevoegdheidsverdeling binnen lidstaten, beide vragen die van invloed zijn op de beantwoording van de vraag of de Nederlandse wetgever bevoegd is het kiesrecht van ingezetenen overzee te regelen. Dit leidde niet tot een verandering van inzicht bij de regering en de Kieswet werd als voorgesteld bekrachtigd en bekendgemaakt. Bij de verkiezingen van 2009 konden kiesgerechtigden in Aruba en de Nederlandse Antillen voor het eerst stemmen voor het Europees Parlement. Het aantal geregistreerde briefstemmers nam daardoor aanzienlijk toe, van 15.936 in 1994 en 14.501 in 1999 naar 39.601 in 2009. De opkomst bedroeg onder de geregistreerde Arubanen en Antillianen 77%, aanzienlijk hoger dan de opkomst van 36,8% onder Nederlanders in Nederland. Men bedenke daarbij echter wel dat het totaal aantal inwoners van Aruba en de Nederlandse Antillen in 2009 rond de 330.000 lag, en dat dus maar een klein percentage de moeite heeft genomen zich te laten registreren als kiesgerechtigde.